# Steve Cram
Stephen Cram, detto Steve (Gateshead, 14 ottobre 1960), è un ex mezzofondista e allenatore di atletica leggera britannico.
Sulla distanza dei 1500 metri piani è stato campione mondiale a Helsinki 1983, medaglia d'argento olimpica ai Giochi di Los Angeles 1984 e due volte campione europeo (Atene 1982 e Stoccarda 1986).
È stato il primo uomo a scendere sotto il tempo di 3 minuti e 30 secondi nei 1500 m piani, in occasione del meeting di Nizza dove resistette al ritorno di Saïd Aouita. Stabilì i record mondiali nei 1500 m piani, 2000 m piani e nel miglio nell'arco di 19 giorni durante la stagione 1985, il suo anno migliore. Il tempo fatto registrare sul miglio di 3'46"32 resistette per 8 anni ed è tuttora il primato europeo.

## Biografia
Dopo una comparsa ai Giochi olimpici di Mosca 1980, dove raggiunse la finale piazzandosi ottavo, capitalizzò l'esperienza e divenne campione europeo e del Commonwealth nel 1982 nei 1500 m piani. Nel 1984 ai Giochi olimpici di Los Angeles, sulla medesima distanza, arrivò secondo dietro al connazionale Sebastian Coe.
Nel 1983 fu il primo campione mondiale dei 1500 m ad Helsinki, precedendo lo statunitense Steve Scott e il marocchino Saïd Aouita. Nel 1986 riuscì a bissare il successo sui 1500 m ai campionati europei, e si piazzò terzo negli 800 m, vinti dal rivale di sempre Sebastian Coe.
Era tra i favoriti per la conquista della medaglia d'oro ai Giochi olimpici di Seul 1988, ma a causa di un infortunio patito prima dell'inizio dei Giochi arrivò all'appuntamento non al massimo della condizione fisica e finì quarto. Nel 1990 tentò la conquista del terzo titolo europeo consecutivo sui 1500 m, impresa mai riuscita a nessuno, ma gli infortuni e il logorio di una lunga carriera lo portarono a piazzarsi nelle posizioni di rincalzo.
Si ritirò dall'atletica nel 1994. Attualmente lavora come presentatore in televisione e commentatore delle gare di atletica, principalmente per la BBC. E' anche allenatore di atletica leggera.
Lo zio Bobby Cram è stato un calciatore professionista in Inghilterra, Canada e Stati Uniti d'America.

## Record nazionali
Seniores
- Miglio: 3'46"32 ( Oslo, 27 luglio 1985)
- 2000 metri piani: 4'51"39 ( Budapest, 4 agosto 1985)
- Staffetta 4×800 metri: 7'03"89 ( Londra, 30 agosto 1982)  (Peter Elliott, Garry Cook, Steve Cram, Sebastian Coe)

## Palmarès
| Anno                                  | Manifestazione          | Sede        | Evento       | Risultato        | Prestazione | Note                  |
| ------------------------------------- | ----------------------- | ----------- | ------------ | ---------------- | ----------- | --------------------- |
| In rappresentanza della Gran Bretagna |                         |             |              |                  |             |                       |
| 1979                                  | Europei U20             | Bydgoszcz   | 3000 m piani | Oro              | 8'05"18     |                       |
| 1980                                  | Giochi olimpici         | Mosca       | 1500 m piani | 8º               | 3'41"98     |                       |
| 1982                                  | Europei                 | Atene       | 1500 m piani | Oro              | 3'36"49     |                       |
| 1983                                  | Mondiali                | Helsinki    | 1500 m piani | Oro              | 3'41"59     |                       |
| 1984                                  | Giochi olimpici         | Los Angeles | 1500 m piani | Argento          | 3'33"40     |                       |
| 1986                                  | Europei                 | Stoccarda   | 800 m piani  | Bronzo           | 1'44"88     |                       |
| 1986                                  | Europei                 | Stoccarda   | 1500 m piani | Oro              | 3'41"09     |                       |
| 1987                                  | Mondiali                | Roma        | 1500 m piani | 8º               | 3'41"19     |                       |
| 1988                                  | Giochi olimpici         | Seul        | 800 m piani  | Quarti di finale | 1'46"47     |                       |
| 1988                                  | Giochi olimpici         | Seul        | 1500 m piani | 4º               | 3'36"24     |                       |
| 1990                                  | Europei                 | Spalato     | 1500 m piani | 5º               | 3'39"08     |                       |
| 1991                                  | Mondiali                | Tokyo       | 1500 m piani | Semifinale       | 3'41"67     |                       |
| 1993                                  | Mondiali                | Stoccarda   | 1500 m piani | Semifinale       | 3'42"63     |                       |
| In rappresentanza dell' Inghilterra   |                         |             |              |                  |             |                       |
| 1979                                  | Mondiali di cross       | Limerick    | Corsa U20    | 36º              | 24'08"      |                       |
| 1982                                  | Giochi del Commonwealth | Brisbane    | 1500 m piani | Oro              | 3'42"37     |                       |
| 1986                                  | Giochi del Commonwealth | Edimburgo   | 800 m piani  | Oro              | 1'43"22     | Record dei campionati |
| 1986                                  | Giochi del Commonwealth | Edimburgo   | 1500 m piani | Oro              | 3'50"87     |                       |

## Altre competizioni internazionali
1980
- Argento ai Bislett Games ( Oslo), miglio - 3'53"8

1983
- Oro al Memorial Van Damme ( Bruxelles), 1500 m piani - 3'31"66

1984
- Oro al Memorial Van Damme ( Bruxelles), 1500 m piani - 3'34"08

1985
- Oro ai Bislett Games ( Oslo), miglio - 3'46"32
- Oro al Weltklasse Zürich ( Zurigo), 800 m piani - 1'42"88

1986
- Oro al Budapest Grand Prix ( Budapest), 2000 m piani - 4'51"39
- Oro ai Bislett Games ( Oslo), miglio - 3'48"31
- Oro al Memorial Van Damme ( Bruxelles), 1500 m piani - 3'30"15

1987
- Oro ai Bislett Games ( Oslo), miglio - 3'50"08
- Oro al Weltklasse Zürich ( Zurigo), 1500 m piani - 3'31"43
- Oro al DN Galan ( Stoccolma), 1000 m piani - 2'17"20

1988
- Oro ai Bislett Games ( Oslo), miglio - 3'48"85
- Oro al Memorial Van Damme ( Bruxelles), 1500 m piani - 3'30"95

1991
- Argento all'ISTAF Berlin ( Berlino), miglio - 3'52"97

1993
- Bronzo ai Bislett Games ( Oslo), miglio - 3'52"17